# Герб Кіровської області

Герб Кіровської області

Герб Кіровської області заснований на історичному гербі В'ятскої губернії і являє собою геральдичний щит зі співвідношенням ширини до висоти 8:9. Прийнят 29 серпня 1995. Номер у Геральдичному регістрі РФ — 190.

## Опис
Опис герба говорить: «У золотому полі вихідна з лазурових хмар рука в червленому одязі, що тримає червлений натягнутий лук із червленою стрілою. У верхньому правому (лівому від глядача) куту щита — червлений лапчастий хрест із кулями на кінцях».
Рука з луком відповідно до геральдичних норм зображується поверненої вліво від глядача.